# Partridge Island, New Brunswick
Partridge Island är en ö i Kanada.   Den ligger i countyt Saint John County och provinsen New Brunswick, i den sydöstra delen av landet, 800 km öster om huvudstaden Ottawa. Arean är 0,19 kvadratkilometer.
Terrängen på Partridge Island är mycket platt. Den sträcker sig 0,7 kilometer i nord-sydlig riktning, och 0,5 kilometer i öst-västlig riktning.